# Konrad Skowronek
Konrad Wiesław Skowronek (ur. 15 września 1950, zm. 18 sierpnia 2013) – polski elektrotechnik, elektronik i informatyk, prof. dr hab. inż., prof.  nadzwyczajny Politechniki Poznańskiej. Członek Sekcji Teorii Elektrotechniki Komitetu Elektrotechniki PAN.
Wieloletni wykładowca Politechniki Poznańskiej, gdzie pełnił między innymi funkcje prodziekana ds. kształcenia na Wydziale Elektrycznym, dyrektora Instytutu Elektrotechniki i Elektroniki Przemysłowej, a także członka Senatu Politechniki Poznańskiej. W okresie poprzedzającym śmierć był dziekanem Wydziału Elektrycznego Politechniki Poznańskiej. 

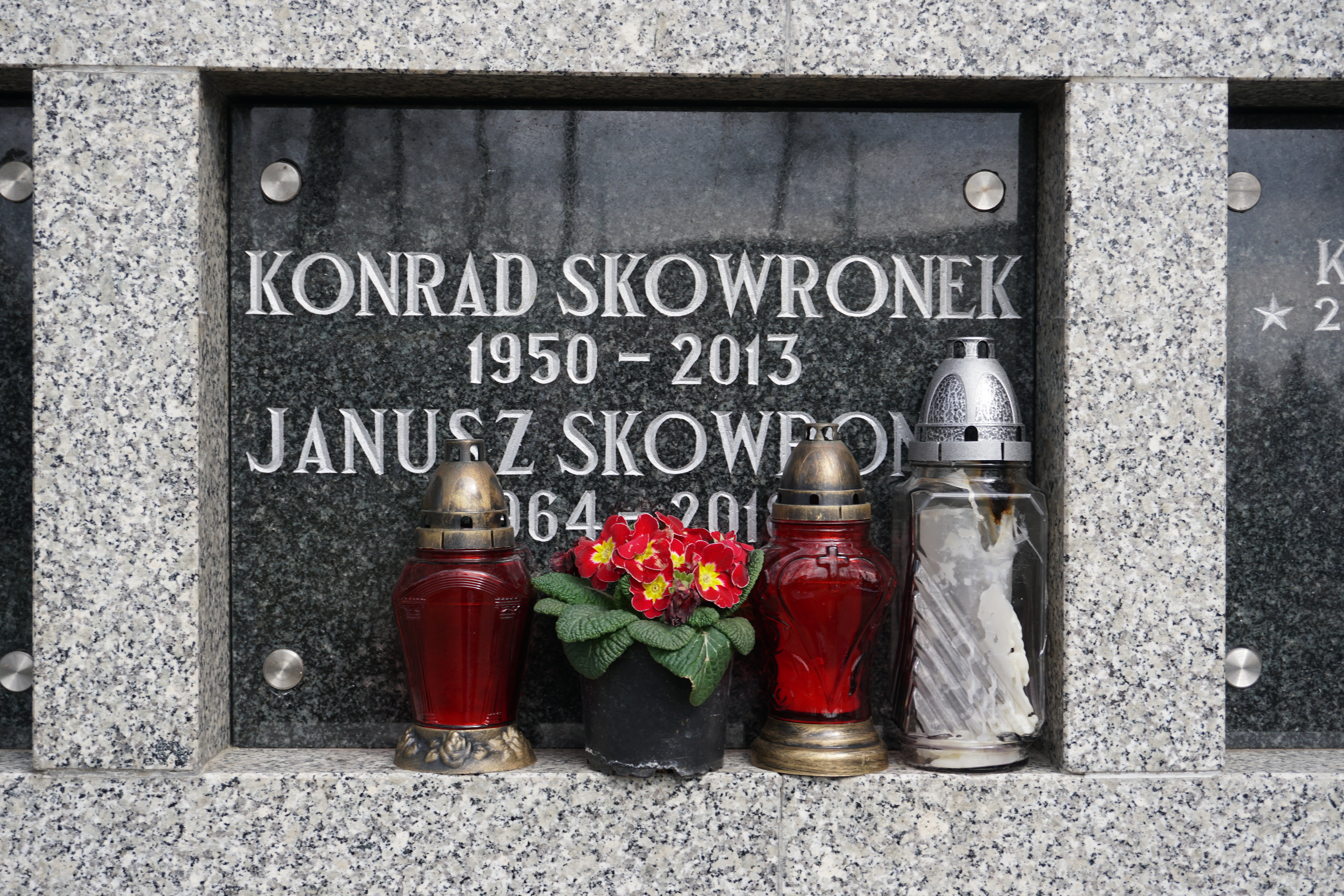
Grób prof. Konrada Skowronka na Cmentarzu Junikowskim

Zmarł 18 sierpnia 2013 r., został pochowany na poznańskim Cmentarzu junikowskim (kwatera 2N-2-5).

## Odznaczenia
- Medal Komisji Edukacji Narodowej
- Medal im. prof. J. Węglarza
- Srebrna Odznaka Honorowa SEP